# Moria (Mythologie)
Moria (altgriechisch Μορία Moría, deutsch ‚Ölbaum‘) oder Morie (Μορίη Moríē) ist in der griechischen Mythologie eine Nymphe, die in der Nähe des mäonischen Flusses Hermos (im heutigen Anatolien) wohnt.
In den Dionysiaka des Nonnos von Panopolis wird die Sage von Moria und ihrem Bruder Tylos erzählt: Tylos wird von einer mächtigen Schlange gebissen und stirbt. Seine Schwester Moria bittet den Riesen Damasen um Hilfe, der die Schlange mit einem Baumstamm erschlägt. Kurz darauf sieht Moria, wie das Weibchen der Schlange aus dem Unterholz des Bergwalds eilig ein zauberwirksames Kraut holt, die „Blume des Zeus“. Als die erschlagene Schlange damit berührt wird, erwacht sie zu neuem Leben und verschwindet in ihrer Höhle. Moria nimmt das Kraut und berührt damit den toten Bruder, der ebenfalls wiederbelebt wird.
Moria gilt als Nymphe des Flusses Hermos, genau genommen sind jedoch die Bezüge nicht ganz klar, was wohl auf mehrere Lücken im Text zurückzuführen ist: Die Sage ist in den Bergen nahe dem Hermos angesiedelt, der Angriff der Schlange wird zuerst von einer Najade beobachtet. Die Najade zerrt die Schlange von ihrem Opfer weg. Später heißt es, dass Moria das Geschehen von ferne beobachtet habe. Die Identität von Najade und Moria ist also nicht klar.
Außer bei Nonnos erscheinen die Gestalten der Morie und des Riesen Damasen sonst nirgends. Die Sage des wiedererweckten Tylos findet sich noch bei Plinius.